# Walckenaerianus
Walckenaerianus es un género de arañas araneomorfas de la familia Linyphiidae. Se encuentra en la zona paleártica.

## Lista de especies
Según The World Spider Catalog 12.0:
- Walckenaerianus aimakensis Wunderlich, 1995
- Walckenaerianus esyunini Tanasevitch, 2004